# Gali Atari
Gali Atari (născută Avigail Atari, 29 decembrie 1953 Rehovot) este o cântăreață   de muzică ușoară (pop și rock) și actriță de film israeliană. Ca solistă a formației „Halav udvash”  ("Milk and Honey",„Lapte și miere”), a câștigat Marele Premiu al Eurovisionului la Ierusalim în anul 1979, cu  șlagărul „Hallelujah" (Haleluya) de compozitorul Kobi Oshrat și pe versuri de Shimrit Or.

## Biografie
S-a născut într-o familie de 8 copii a unor evrei originari din Sana'a, Yemen, în cartierul Shaaraim din orașul israelian Rehovot din centrul Israelului. La vârsta de 4 ani a rămas orfană de tată, iar mama ei, Naomi, a făcut mari eforturi pentru a asigura copiilor o bună educație. Două din surorile mai mari ale cântăreței deveniseră mai dinainte renumite în țară. Sora cea mare, Yona Atari, a fost o apreciată cântăreață și actriță, iar Shosh Atari a fost redactoare de programe muzicale la radio și textieră. Shosh era cea care a încurajat-o pe Gali Atari la începutul carierei ei de solistă vocală la vârsta de 15 ani.
După vârsta de 18 ani Gali Atari a trăit pentru o vreme la  New York unde, între altele, a luat cursuri de canto  și de jazz. 
A reprezentat Israelul la mai multe festivale internaționale de muzică ușoară la Tokyo, în Porto Rico etc, a participat la numeroase competiții și programe muzicale de televiziune pentru tineret, a fost aleasă in patria ei actrița de film a anului 1978 pentru rolul în filmul artistic "Halehaka" („Formația”), al regizorului Avi Nesher. Tocmai când se simțise dezamăgită și se gândise să renunțe la cariera artistică în schimbul celei de stewardesă pe avioane ale companiei El Al, anul 1978 i-a adus o mare popularitate când la festivalul cântecului israelian  a interpretat șlagărul "Nesih Ha'halomot" (Prințul viselor) despre Rudolph Valentino (muzica: Kobi Oshrat, text:Shimrit Or). Și aceasta - în ciuda faptului că a ocupat doar locul al treilea, cel dintâi fiind câștigat de solistul Izhar Cohen și formația Alphabeta cu cântecul „Abanibi” - cel care a obținut  Marele Premiu la ediția din anul 1978 a Eurivisionului .  
Dar performanța ei cu melodia „Haleluya” la Concursul Eurovision din anul următor a reprezentat un moment cheie în viața ei profesională. În următoarele trei decenii a continuat să  fie o solistă de prim plan și i s-au încredințat de asemenea roluri în filme artistice și în seriale de televiziune.
Gali Atari este divorțată, după căsătoria cu detectivul Udi Hershkovich și este mama unei fete.
A fost nevoită să întreprindă acțiuni judiciare care au durat 14 ani împotriva impresarului ei Shlomo Tzah, care a trebuit în cele din urmă să o despăgubească.

## Discografie (albume)
- Milk & Honey with Gali, 1978
- Take Me Home, 1981
- Riding on the Wind, 1984
- Emtza September, 1986
- One Step More, 1988
- Genesis, 1989
- A collection, 1991
- The Next Day, 1992
- Signs, 1994
- Glida, 1998
- Songs that will Bring you Love, 2001
- Embrace Me, 2003